# Дигтярь, Кирилл Сергеевич
Кири́лл Серге́евич Дигтя́рь (укр. Кирило Сергійович Дігтярь; род. 25 ноября 2007, Харьков) — украинский футболист, защитник клуба «Металлист».

## Клубная карьера
Воспитанник футбольной академии клуба «Металлист».
3 мая 2023 года дебютировал в украинской Премьер-лиге, выйдя на замену в матче против клуба «Днепр-1». В возрасте 15 лет 158 дней стал самым молодым игроком в истории высшего дивизиона чемпионата Украины, побив рекорд Юрия Фенина, установленный 4 ноября 1992 года. 4 июня 2023 года впервые вышел в стартовом составе «Металлиста» в матче украинской Премьер-лиги против клуба «Черноморец». В возрасте 15 лет и 191 дня стал самым молодым игроком, вышедшим в стартовом составе на матч высшей лиги Украины, побив рекорд Сергея Перхуна, установленный 8 октября 1993 года.

## Карьера в сборной
Выступал за сборные Украины до 16 и до 17 лет.

## Стиль игры
Выступал на разных позициях, включая левого защитника, правого вингера, центрального защитника и нападающего.